# Muhamed Abduh
Muhamed Abduh (Muḥammad 'Abduh, Mohammed Abduh, محمد عبده‎) (1849. – 11. srpnja 1905.) bio je egipatski učenjak i pravnik, poznati liberal koji je raskinuo s islamskom tradicijom. Bio je i slobodni zidar te je napisao mnoštvo komentara Kurana.
Rođen je u Donjem Egiptu. Njegov je otac bio Turčin, a majka Arapkinja. Obitelj mu je bila dio egipatske elite te se zato školovao u privatnoj školi u Tanti. S 13 godina je poslan u džamiju Aḥmadī. Iz škole je poslije pobjegao te se oženio, a u Kairu je studirao logiku, filozofiju i islamski misticizam te je bio učenik Sayyida Jamāla ad-Dīna al-Afghānīja.
1878. Abduh je počeo predavati povijest, a predavao je i arapski.
Živio je u vrijeme kada su u Egiptu recipirani novi zakoni, otvarane nove škole i uvedene nove institucije. Podržavao je ovakve procese. Muhamed Abduhu je pokušao dokazati da islam sadrži potencijal regionalne religije, društvene nauke i moralnog zakona kao osnova modernog života pa je zbog toga trebalo ponovo formulirati islam. 
Imao je ideje koje su u njegovoj zemlji bile smatrane dosta liberalnima jer je htio osloboditi ljude od „ropstva neznanja“, vjerujući da bi svi trebali imati jednaka prava. Smatrao je poligamiju arhaičnom te je bio protiv drevnih običaja. U svojim je radovima prikazao Boga, Alaha, kao velikog učitelja čovječanstva koji poučava sve ljude. Branio je Kopte te je imao mnogo prijatelja kršćana.
Postao je i sudac, a umro je u Aleksandriji.